# Trop rock
El Rock Tropical (o Trop Rock) es un género de música popular que incorpora elementos e influencias de rock and roll, reggae, música country, carribbean y zydeco, con temas y composiciones musicales inspiradas en islas que representan un modo de vida relajante y exótico. Esto no debe confundirse con el formato de radio Tropical, que es un término genérico para los formatos de música latina y el Caribe y por lo general en español.
Un grupo que se llama Margarita Mafia (después de la canción "Margaritaville" de Jimmy Buffett) con miembros en los 29 estados y Canadá promueve en todas las zonas la conciencia del " Rock Tropical " como un género musical diferente, emitiéndose en emisoras de radio, distribuidores de música y lugares donde incluir como estilo musical el "Trop Rock".
Aunque hoy en día el Rock Tropical proviene principalmente del sur de Florida y la Costa del Golfo de los Estados Unidos, las raíces del Rock Tropical están en la música de playa desde los años 50 del sur de California con artistas como Jan and Dean y los Beach Boys.
Jimmy Buffett ha sido acreditado con el origen del género musical "Trop Rock", pero ahora hay muchos  más  cantantes  y compositores dentro del género del Trop Rock, a través de los Estados Unidos principalmente, con sus distintas zonas de fanes. Algunas de las bandas más populares de Trop Rock que "han llegado a la playa" incluyen los : A1A, Barefoot Man, Blind Manifest, Boat Drunks, Conch Republic, Jake and The Half Conched Band, Jim Morris, Jimmy & The Parrots, Landsharks, Latitude, Northern Harbour, Sunny Jim (James White) y los Tsunami Wave Riders. Artistas como Jack Johnson y Kenny Chesney destacan en sus canciones estilos de Trop Rock de sus principales géneros.